# Agustín Penón
Agustín Penón Ferrer (Barcelona, España 1920-San José Costa Rica, 1976) fue un escritor y ensayista de origen español y nacionalidad estadounidense conocido por sus pioneras investigaciones sobre el asesinato de Federico García Lorca.

## Biografía
Era el hijo menor del matrimonio formado por un fabricante barcelonés de muebles, y la hija de unos inmigrantes catalanes acomodados en Costa Rica, hermana de quien sería presidente del país José Figueres Ferrer. Criado en Horta (Barcelona), su familia se exilió a Estados Unidos de América en el año 1941 tras la Guerra civil española. Ingresó en el ejército Norteamericano en el año 1945 y se licenció en el año 1947 obteniendo la nacionalidad norteamericana.
En Nueva York, donde trabajaba como traductor, conoció al director de teatro William Layton con quien colaboró en diversos seriales radiofónicos que fueron retransmitidos a América del Sur con enorme éxito, lo que le permitió viajar por este continente. Con el mismo director colaboraría en la traducción y puesta en escena de obras teatrales españolas en Estados Unidos como El caso de la mujer asesinadita de Miguel Mihura.

## Llegada a España
El 17 de febrero del año 1955, se desplazó a España con intención de investigar los sucesos acaecidos diecinueve años antes que desembocaron en el asesinato del poeta Federico García Lorca. Gerald Brenan y Claude Couffon le habían precedido en esta investigación. En Granada entabló amistad con Emilia Llanos, Miguel Cerón, José Martín Recuerda y otros amigos y contemporáneos del poeta, así como con miembros de la familia del poeta Luis Rosales, muy relacionada con los últimos días de vida del poeta. En su investigación pudo entrevistar a personas capitales para el esclarecimiento de los hechos como la criada de la familia García Lorca, «Angelina»; Manuel Castilla Blanco «el comunista» supuesto enterrador del cadáver del poeta; y Ramón Ruiz Alonso, conocido como uno de los instigadores del asesinato a quien entrevistó en Madrid. Consiguió la partida de nacimiento del poeta, el registro de defunción y creyó hallar el lugar de su enterramiento.

## Retorno y muerte
A finales de septiembre de 1956 volvió a Nueva York con un ingente material referido a la vida y muerte de Federico García Lorca con la intención de escribir un libro. Mantuvo una constante correspondencia con las personas que conoció en Granada, como Emilia Llanos. Obsesionado con el poeta y la elaboración del libro sufrió una depresión que le hizo abandonar el proyecto. Todo el material lo guardó en una maleta que envió a William Layton, que se había afincado en España. Falleció pocos días después, el 1 de febrero de 1976, en San José de Costa Rica.

## La maleta de Penón
El material guardado en la maleta fue estudiado por Ian Gibson, por un acuerdo entre William Layton y el hispanista irlandés, cuyo fruto fue Diario de una búsqueda lorquiana (1955-1956) editado por Plaza & Janés en 1990. Este material fue ordenado por Marta Osorio, amiga de Layton y Penón y publicado en el año 2000 bajo el título Miedo, olvido y fantasía. Crónica de la investigación de Agustín Penón sobre Federico García Lorca (1955-1956). En 2017 la maleta se depositó en la ciudad de Granada.

## Obra
- Diario de una búsqueda lorquiana (1955-1956). (1990). Plaza & Janés. Edición de Ian Gibson.
- Miedo, olvido y fantasía. Crónica de la investigación de Agustín Penón sobre Federico García Lorca (1955-1956) (2000), Editorial Comares. Edición de Marta Osorio.
- El enigma de una muerte: Crónica comentada de la correspondencia entre Agustín Penón y Emilia Llanos (2015), Editorial Comares, colección La vela. Edición de Marta Osorio.
- La araña del olvido (2016), guion y dibujos de Enrique Bonet, Astiberri.

## Filmografía
- La maleta de Penón, Documentos TV. TVE (2009).
- El crimen fue en Granada. Informe Semanal. Isabel Martínez Reverte y Manuel Guerra.